# Hugues de Morville (l'aîné)
Pour les articles homonymes, voir Hugues de Morville.
Hugues de Morville (mort en 1162), lord de Lauderdale et probablement de Cunningham with Largs et Nord-Westmorland, est un chevalier normand au service de David Ier d'Écosse.

## Biographie

### Parentés
Selon G. W. S. Barrow, dans son Anglo-Norman Era : « il semble probable que le père de Guillaume, et du premier Hugues de Morville, était Richard de Morville qui a été témoin des chartes de Richard de Reviers pour Montebourg et l'église de Sainte-Marie dans le château de Néhou au début du XIIe siècle »
Toutefois, sa parenté reste obscure, mais on sait qu'il venait de Morville (aujourd'hui dans le département de la Manche.On pense que Morville entre au service du prince écossais David, alors comte de Huntingdon, lorsque celui-ci contrôle un territoire dans le Cotentin qui lui a été donné par Henri Ier d'Angleterre un peu après 1106. Aux alentours de 1115, Morville est présent à ses côtés. Le prince écossais monte sur le trône en 1124.
Le bourdon de la cathédrale Notre-Dame de Coutances porte son nom.

### Carrière
C'est très certainement de David qu'il obtient les seigneuries de Bozeat (Northamptonshire) et Whissendine (Rutland), qui font partie de l'honneur d'Huntingdon (qui faisait partie de la dot de sa femme, Maud d'Huntingdon). Plus tard, il obtient la baronnie stratégique écossaise de Lauderdale et y construit le château de Lauder. Il est fort probable qu'il obtienne aussi l'importante baronnie de Cunningham with Largs, mais les preuves manquent,,.
Il est l'un de ses favoris et de ses soutiens les plus enthousiastes. Le roi écossais a entrepris de réformer son administration en la calquant sur celle de l'Angleterre, et pour cela, il utilise beaucoup de Normands, dont Morville qui devient son connétable. Il est possible qu'il occupe ce poste à partir de 1138, car il fait partie des barons écossais dont le nom est souvent cité par les chroniqueurs contemporains, comme participant aux multiples invasions écossaises en Angleterre. Signe de son importance, il fait partie des cinq grands barons écossais, dont trois comtes, qui doivent donner des otages dans le cadre du second traité de Durham de 1139. Ce n'est qu'en novembre 1140 qu'il est mentionné pour la première dans un document comme étant le connétable d'Écosse. Étrangement, le premier connétable du roi, Édouard fils de Siward, occupe conjointement le poste jusqu'en 1144.
À partir de 1141, le roi écossais arrête ses incursions en Angleterre, et se consacre à la gestion des terres qu'il a acquises dans le Royaume d'Angleterre. C'est à cette époque-là que les historiens pensent que David Ier confie probablement à Morville une autre baronnie stratégique, la seigneurie de Nord-Westmorland (aussi appelée seigneurie d'Appleby, du nom de son principal château).
Après la mort de David Ier en 1153, il sert son petit-fils Malcolm IV d'Écosse, dont il est aussi le connétable. Il occupe cet office jusqu'à sa mort, en 1162, ou un peu avant quand il se fait chanoine à Dryburgh.
Vers 1150-1152, il fonde l'abbaye prémontrée de Dryburgh, avec des chanoines venant de l'abbaye d'Alnwick. Morville épouse Béatrice, héritière de Houghton Conquest, et fille de la Famille de Beauchamp de Bedford. Par son intermédiaire, de nombreuses familles anglo-normandes s'installent en Écosse et y deviennent importantes, comme les Sinclair. De son côté, la famille de Morville s'éteint en 1196 quand il n'y a plus d'héritier mâle.

### Mariage et descendance
Il épouse Béatrice, une fille de la Famille de Beauchamp de Bedford. Ils ont trois fils et deux filles connus :
- Hugues de Morville († 1173/1174), lord de North Westmoreland, assassin de Thomas Becket[2] ;
- Richard († 1189/90), possiblement fils pûiné, connétable d'Écosse, hérite des domaines écossais et de ceux de l'honneur d'Huntingdon[2] ;
- Malcolm († avant 1174), tué dans un accident de chasse[2] ;
- Ada, épouse de Roger Bertram, lord de Mitford (Northumberland)[2] ;
- Maud (Mathilde), épouse de Guillaume de Vieuxpont († 1203 ou avant)[2].

### Sources
- Keith Stringer, « Morville, Hugh de (d. 1162) », Oxford Dictionary of National Biography, Oxford University Press, 2004.